# Trustfall (Album)
Trustfall (englisch für „Vertrauensfall“) ist das neunte Studioalbum der US-amerikanischen Popsängerin Pink, das am 17. Februar 2023 von RCA Records veröffentlicht wurde.

## Hintergrund
Am 4. November 2022 erschien die Leadsingle Never Gonna Not Dance Again, die sich in Deutschland auf Platz 86, in Österreich auf Platz 53 platzierte und in der Schweiz auf Platz 58. Im Vereinigten Königreich erreichte die Single Platz 19 und erzielte Silberstatus. Der Titel diente in der 18. Staffel von Germany’s Next Topmodel als Titelsong. Am 7. Juni 2023 startete in Bolton (England) ihre achte Konzert-Tournee Summer Carnival, mit welcher sie ihr Album Trustfall promotet.

## Titelliste
| Nr. | Titel                                      | Autor(en)                                                                                             | Produzent(en)                                                                             | Länge |
| --- | ------------------------------------------ | --- | ----------------------------------------------------------------------------------------- | ----- |
| 01  | When I Get There                           | Amy Wadge, David Hodges                                                                               | David Hodges                                                                              | 3:20  |
| 02  | Trustfall                                  | Alecia Moore, Johnny McDaid, Fred Gibson                                                              | Johnny McDaid, Fred Gibson, Graham Archer                                                 | 3:57  |
| 03  | Turbulence                                 | Matthew Koma, Madison Love                                                                            | Matthew Koma                                                                              | 3:26  |
| 04  | Long Way to Go (feat. The Lumineers)       | Alecia Moore, Jeremiah Fraites, Jesse Shatkin, John Stephen Sudduth, Maureen McDonald, Wesley Schultz | Alecia Moore, Jeremiah Fraites, Jesse Shatkin, Wesley Schultz, Simon Gooding, David Baron | 3:09  |
| 05  | Kids in Love (feat. First Aid Kit)         | Ludvig Söderberg, Jakob Jerlström, Klara Söderberg                                                    | A Strut                                                                                   | 2:47  |
| 06  | Never Gonna Not Dance Again                | Alecia Moore, Max Martin, Shellback                                                                   | Max Martin, Shellback                                                                     | 3:44  |
| 07  | Runaway                                    | Edvard Erfjord, Clementine Douglas                                                                    | Greg Kurstin                                                                              | 2:42  |
| 08  | Last Call                                  | Alecia Moore, Billy Mann, Pete Wallace                                                                | Billy Mann, Pete Wallace                                                                  | 4:03  |
| 09  | Hate Me                                    | Alecia Moore, Greg Kurstin                                                                            | Greg Kurstin                                                                              | 3:20  |
| 10  | Lost Cause                                 | Wrabel, Sam de Jong, Sam Romans                                                                       | Alecia Moore, Sam de Jong                                                                 | 3:38  |
| 11  | Feel Something                             | Teddy Geiger, Ian Franzino, Jason Evigan, Nate Mercereau                                              | Teddy Geiger, Jason Evigan, Nate Mercereau, Afterhrs                                      | 3:04  |
| 12  | Our Song                                   | Jesse Shatkin, Jessica Karpov, Maureen McDonald                                                       | Jesse Shatkin, Jessica Karpov                                                             | 2:54  |
| 13  | Just Say I’m Sorry (feat. Chris Stapleton) | Alecia Moore, Chris Stapleton                                                                         | Greg Kurstin                                                                              | 3:33  |

## Rezensionen
Für Kerstin Kratochwill von laut.de sei Trustfall „ein einerseits selbstbewusstes Album, andererseits ein sehr safes“, was sich widerspreche. Insgesamt würden die Lieder des Albums „einen faden wie fadenscheinigen Eindruck“ hinterlassen.

## Kommerzieller Erfolg

### Chartplatzierungen
| ChartsChartplatzierungen       | Höchstplatzierung | Wochen |
| ------------------------------ | ----------------- | ------ |
| Deutschland (GfK)              | 1 (47 Wo.)        | 47     |
| Österreich (Ö3)                | 1 (27 Wo.)        | 27     |
| Schweiz (IFPI)                 | 1 (19 Wo.)        | 19     |
| Vereinigte Staaten (Billboard) | 2 (9 Wo.)         | 9      |
| Vereinigtes Königreich (OCC)   | 1 (34 Wo.)        | 34     |

| ChartsJahrescharts (2023)    | Platzierung |
| ---------------------------- | ----------- |
| Deutschland (GfK)            | 19          |
| Österreich (Ö3)              | 25          |
| Schweiz (IFPI)               | 25          |
| Vereinigtes Königreich (OCC) | 29          |

### Auszeichnungen für Musikverkäufe
| Land/Region                  | Auszeichnungen für Musikverkäufe (Land/Region, Auszeichnung, Verkäufe) | Verkäufe |
| ---------------------------- | ---------------------------------------------------------------------- | -------- |
| Australien (ARIA)            | Gold                                                                   | 35.000   |
| Belgien (BRMA)               | Gold                                                                   | 20.000   |
| Deutschland (BVMI)           | Gold                                                                   | 100.000  |
| Frankreich (SNEP)            | Gold                                                                   | 50.000   |
| Neuseeland (RMNZ)            | Platin                                                                 | 15.000   |
| Polen (ZPAV)                 | Gold                                                                   | 10.000   |
| Schweiz (IFPI)               | Gold                                                                   | 10.000   |
| Vereinigtes Königreich (BPI) | Gold                                                                   | 100.000  |
| Insgesamt                    | 7× Gold · 1× Platin ·                                                  | 340.000  |

Hauptartikel: Pink (Musikerin)/Auszeichnungen für Musikverkäufe